# Philippe Gueneley

Wappen

Philippe Jean Marie Joseph Gueneley (* 9. November 1938 in Dole) ist ein französischer römisch-katholischer Geistlicher und emeritierter Bischof von Langres.

## Leben
Philippe Jean Marie Joseph Gueneley empfing am 29. Juni 1964 die Priesterweihe.
Papst Johannes Paul II. ernannte ihn am 16. Dezember 1999 zum Bischof von Langres. Der Altbischof von Langres, Léon Aimé Taverdet FMC, spendete ihm am 5. März des nächsten Jahres die Bischofsweihe; Mitkonsekratoren waren Marc Camille Michel Stenger, Bischof von Troyes, und Yves François Patenôtre, Bischof von Saint-Claude. Sein Wahlspruch lautete Serviteur de l'Évangile de Dieu.
Papst Franziskus nahm am 21. Januar 2014 seinen altersbedingten Rücktritt an.
Von Mai 2014 bis zum 5. Juli 2015 war er Apostolischer Administrator des vakanten Bistums Quimper.